# Dudzicze (Polska)
Dudzicze (kaszb. Dudzëczé, niem. Phillippinenhof) – osada w Polsce, położona w województwie pomorskim, w powiecie słupskim, w gminie Dębnica Kaszubska. Miejscowość wchodzi w skład sołectwa Dębnica Kaszubska. Obecna urzędowa nazwa miejscowości to nazwa sztuczna utworzona przez Komisję Nazw Miejscowości i Obiektów Fizjograficznych.
W latach 1975–1998 miejscowość administracyjnie należała do województwa słupskiego.

## Nazwa
Nazwa miejscowości jest tzw. chrztem nazewniczym i ma charakter pseudodzierżawczy. Powstała przez dodanie do nazwy osobowej Dudzik formantu *-je. Pierwotna niemiecka nazwa Phillippinenhof, wzmiankowana po raz pierwszy w 1863, ma charakter pamiątkowy i jest złożeniem dwóch członów: nazwy osobowej Phillippine „Filipina” i nazwy pospolitej Hof „zagroda, folwark”.
Rada Języka Kaszubskiego proponuje opartą na polskiej kaszubską formę nazwy Dudzëczé.